# Sphagnum speciosum
Sphagnum speciosum là một loài rêu trong họ Sphagnaceae. Loài này được (Russow) H. Klinggr. mô tả khoa học đầu tiên năm 1872.